# Андрук Віталій Миколайович
Андрук Віталій Миколайович (нар. 4 жовтня 1958) — український астроном, співавтор архіву астронегативів і ПЗЗ-спостережень Української віртуальної обсерваторії. Лауреат Премії НАНУ ім. Є. П. Федорова.

## Біографія
Народився 4 жовтня 1958 року в селі Кукшин в Чернігівській області. У 1982 році закінчив Київський державний університет імені Т. Г. Шевченка.
В 1982—1985 роках був співробітником Інституту радіотехнічних матеріалів об'єднання імені С. П. Корольова. Від 2 вересня 1985 року працює в Головній астрономічній обсерваторії НАН України, від 2005 року — науковий співробітник Лабораторії астрометрії. Протягом деякого часу також працював в Андрушівській астрономічній обсерваторії.

## Наукові дослідження
Віталій Андрук є одним із вчених, які створили цифровий архів астронегативів і ПЗЗ-спостережень Української віртуальної обсерваторії.
Станом на квітень 2023 року є автором 196 наукових публікацій, серед яких найбільшу кількість цитувань мають:
- Vavilova I., Pakulyak L. K., Shlyapnikov A. A., ..., Andruk V. N., et al. Astroinformation resource of the Ukrainian virtual observatory: Joint observational data archive, scientific tasks, and software // Kinematics and Physics of Celestial Bodies. — Т. 28, вип. 2. — С. 85–102. — ISSN 0884-5913. — DOI:10.3103/S0884591312020067.
- «UkrVO Joint Digitized Archive and Scientific Prospects», Baltic Astronomy, 2012[4]
- «Photometry of plates digitized using Microtek ScanMaker 9800xl TMA scanner», Кінематика та фізика небесних тіл, 2010[5]
- «UkrVO Astroinformatics Software and Web-services», симпозіум Міжнародного астрономічного союзу, 2017[6]
- «Catalog of equatorial coordinates and B-magnitudes of stars of the FON project», Кінематика та фізика небесних тіл, 2016[7]

## Нагороди
- 2017 — Премія НАН України імені Є. П. Федорова за відкриття природних і штучних об'єктів Сонячної системи з використанням спеціально створеного програмного забезпечення обробки астрономічних спостережень, спільно з Юрієм Іващенком та Вадимом Саваневичем[8].